# Rances (Vaud)
Rances es una comuna suiza del cantón de Vaud, situada en el distrito de Jura-Nord vaudois. Limita al norte con la comuna de Baulmes, al noreste con Champvent, al este con Mathod, al sur con Valeyres-sous-Rances, y al suroeste con Sergey y L'Abergement.
La comuna formó parte hasta el 31 de diciembre de 2007 del distrito de Orbe, círculo de Baulmes.

## Personajes
- Xavier Margairaz, futbolista profesional suizo.

## Enlaces externos

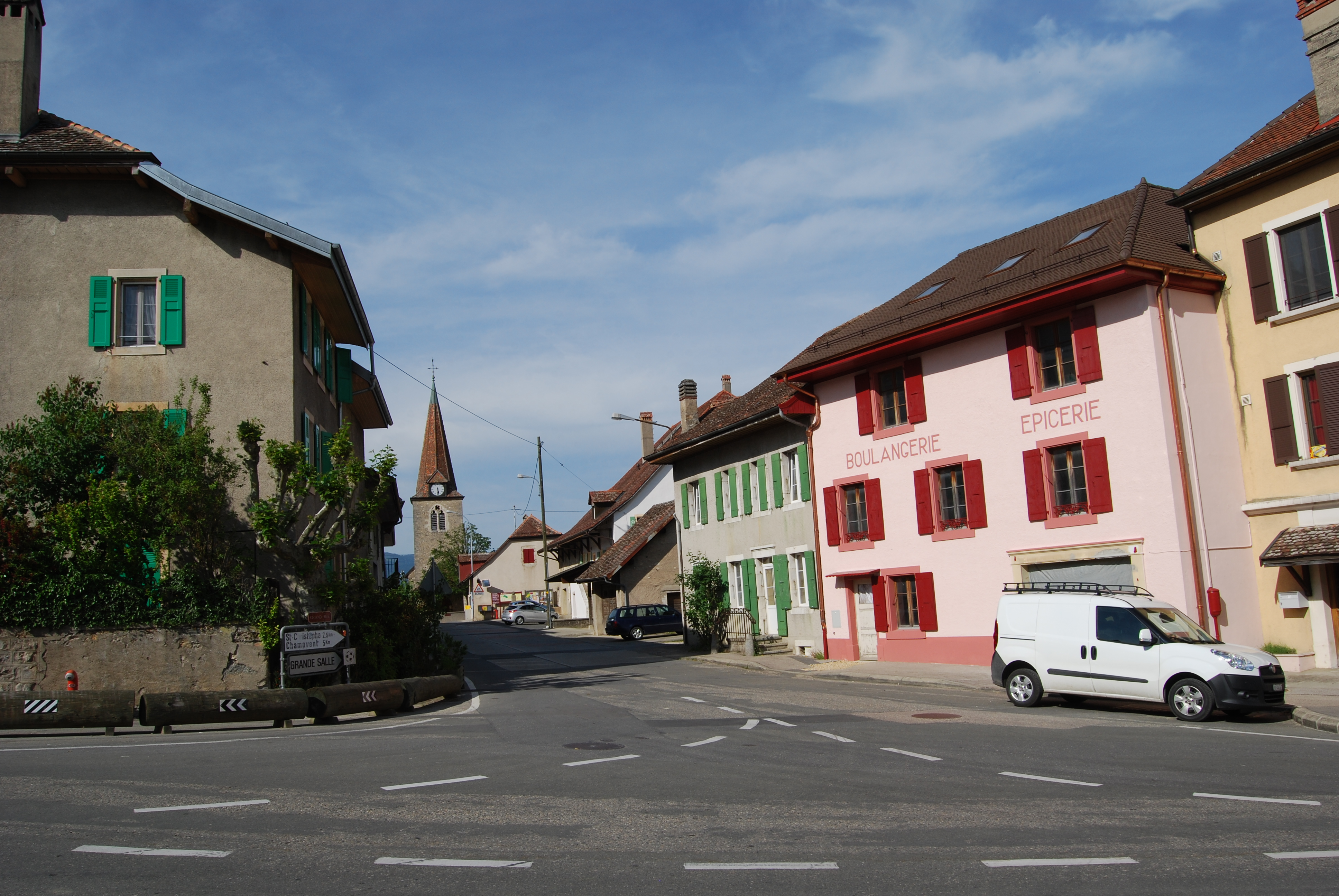
Rances